# 2012年ロンドンオリンピックのミャンマー選手団
2012年ロンドンオリンピックのミャンマー選手団（2012ねんロンドンオリンピックのミャンマーせんしゅだん）は、2012年7月27日から8月12日までイギリスのロンドンで開催されたロンドンオリンピックミャンマー選手団の名簿。

## 選手団
- 人員: 選手 6人
- 開会式旗手: Zaw Win Thet

## 種目別選手・スタッフ名簿及び成績

### アーチェリー
- Nay Myo Aung（男子個人）第2回戦敗退

### 陸上競技
- Zaw Win Thet（男子400m）50秒07 予選敗退
- Ni Lar San（女子マラソン）3時間4分27秒

### 柔道
- Aye Aye Aung（女子78kg級）第2回戦敗退

### テニス
- Shwe Zin Latt（女子シングルスカル）8分56秒06

### 射撃
- Maung Kyu（男子エアピストル）予選敗退